# Władysław I Przemyślida (margrabia morawski)
Władysław I Przemyślida (ur. 1207, zm. 18 lutego 1227 r.) – margrabia morawski w latach 1224–1227.
Trzeci syn króla Czech Przemysła Ottokara I i Konstancji węgierskiej. W 1224 r. z woli ojca został margrabią morawskim. Nie założył rodziny i nie miał potomstwa.